# 多治見警察署
多治見警察署（たじみけいさつしょ）は、岐阜県警察が管轄する警察署の一つである。
管内は署の隣に交通機動隊東濃分駐隊、中央自動車道 多治見インターチェンジに高速道路交通警察隊多治見分駐隊がある。

## 所在地
- 岐阜県多治見市宝町6-65

## 管轄区域
- 多治見市
- 土岐市
- 瑞浪市

## 沿革
- 1873年（明治6年）- 第25番取締局(小田[1]取締局)が設置される。
- 1874年（明治7年）- 第26番屯所と改称。
- 1876年（明治9年）- 第4区出張所第3分区屯所と改称。
- 1877年（明治10年）2月13日 - 御嵩警察署多治見分署に改称。
- 1889年（明治22年）8月14日 - 多治見警察署に昇格。[2]
- 1903年（明治36年）3月20日 - 多治見町字前田（現常磐町）の新築庁舎に移転[3]。
- 1929年（昭和4年）- 多治見町字寺際（現日ノ出町）に移転。
- 1948年（昭和23年）3月7日 - （旧）警察法の施行にともない、自治体警察として多治見市警察が発足。多治見市警察署となる。
- 1954年（昭和29年）7月1日 - （新）警察法の施行にともない、多治見市警察と国家地方警察土岐地区警察署を再編して岐阜県警察が発足。岐阜県多治見警察署となる。
- 1969年（昭和44年）8月 - 現在地に移転。
- 2024年（令和6年）12月 - 新庁舎が完成。

## 組織
- 会計課 - 会計係
- 警務課 - 警務係、相談係
- 留置管理課 - 留置管理係
- 生活安全課 - 生活安全総務係、人対・少年係、生環・サ対係
- 地域課 - 地域係、通信指令係
- 機動警ら課 - 機動警ら係
- 刑事第一課 - 捜査庶務係、強行犯係、盗犯係、鑑識係
- 刑事第二課 - 知能犯係、組織犯罪係、薬物銃器係、国際捜査係
- 交通第一課 - 交通総務係、交通規制係
- 交通第二課 - 交通指導係、交通捜査係
- 警備課 - 警備係

## 交番
（ ）の中は所在地。

### 多治見市
- 本町交番（多治見市本町5丁目）
- 駅前交番（多治見市本町1丁目）
- 多治見北部交番（多治見市根本町3丁目）
- 笠原交番（多治見市笠原町）

### 土岐市
- 駄知交番（土岐市駄知町）
- 妻木下石交番（土岐市妻木町）
- 土岐津交番（土岐市土岐津町土岐口）

### 瑞浪市
- 瑞浪交番（瑞浪市土岐町）

## 警察官駐在所
（ ）の中は所在地。

### 多治見市
- 共栄警察官駐在所（多治見市小名田町2丁目）
- 池田警察官駐在所（多治見市池田町3丁目）
- 市之倉警察官駐在所（多治見市市之倉町9丁目）
- 滝呂警察官駐在所（多治見市滝呂町15丁目）
- 脇之島警察官駐在所（多治見市脇之島町6丁目）

### 土岐市
- 鶴里警察官駐在所（土岐市鶴里町柿野）
- 肥田警察官駐在所（土岐市肥田町肥田）
- 定林寺警察官駐在所（土岐市泉町定林寺）

### 瑞浪市
- 陶警察官駐在所（瑞浪市陶町水上）
- 日吉警察官駐在所（瑞浪市日吉町）
- 釜戸警察官駐在所（瑞浪市釜戸町）
- 稲津警察官駐在所（瑞浪市稲津町小里）